# Zalmai Rassoul
Zalmai Rassoul (n. Kabul, Afganistán, 11 de mayo de 1943) es un político y médico afgano. Inició su carrera política en el año 1998 bajo el reinado de Mohamed Zahir Shah, con el que ocupó cargos como ministro de Aviación Civil y Turismo y Presidente del Consejo de Seguridad Nacional. Años más tarde entre 2010 y 2013 fue ministro de Relaciones Exteriores del presidente Hamid Karzai, hasta que presentó su renuncia al cargo para ser candidatos a las elecciones presidenciales de 2014 como independiente.

## Inicios y formación
Nacido en la ciudad afgana de Kabul en el año 1943. Es hijo de Abdu'l Qayyum Khan Sarkar y Farukh Begum, que es hija del que fue emir de Afganistán: Habibulá Khan. Su tío era el rey de Afganistán Amanulá Khan. Asistió a la escuela Lycée Esteqlal de Kabul, donde se graduó y obtuvo el reconocimiento al mejor estudiante de su promoción. Seguidamente se trasladó a Francia para estudiar en la Universidad de París en la que en 1973 obtuvo el grado de doctor en Medicina.
Como médico, ha trabajado en numerosas instituciones de gran prestigio como el Instituto de Investigación de Enfermedades cardíacas de París y el Hospital Militar de Arabia Saudita, entre otros... Tiene más de 30 publicaciones en revistas especializadas en medicina de Europa y América y también es miembro de la Sociedad Americana de Nefrología (American Society of Nephrology).
Es políglota, ya que habla con fluidez los idiomas: pastún, persa dari, francés, inglés, italiano y árabe.

## Carrera política

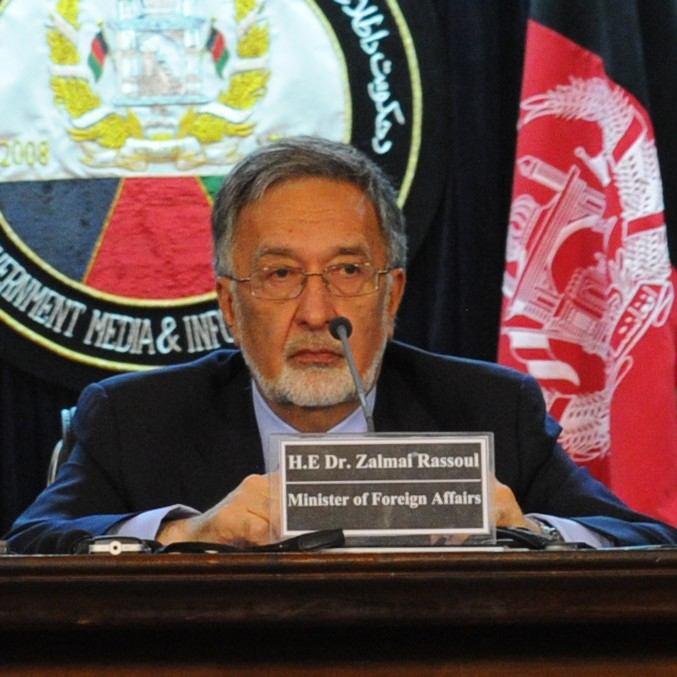
Durante una conferencia en Kabul en 2011.

Inició su carrera política en 1998, perteneciendo a la Loya yirga (Gran Asamblea). Un año más tarde en 1999 se trasladó a Italia donde se desempeñó como jefe de personal del rey de Afganistán, Mohamed Zahir Shah en la ciudad de Roma y también tuvo otro cargo en París durante poco tiempo. Seguidamente en el 2002, regresó a Afganistán pasando a entrar en el gobierno central del país, siendo nombrado por el Rey Mohammed como ministro de Aviación Civil y Turismo durante el periodo de gobierno interino y también fue Asesor de Seguridad Nacional durante el Estado Islámico de Afganistán. En 2003 pasó a ser el presidente del Consejo de Seguridad Nacional hasta que al cabo de unos años el día 10 de junio de 2010 fue nombrado por el presidente, Hamid Karzai y confirmado por el Wolesi Jirga (Cámara baja del parlamento) como nuevo ministro de Relaciones Exteriores de Afganistán.

## Elecciones presidenciales 2014
El día 5 de octubre de 2013 fue sucedido en el cargo de ministro por el político Ahmad Moqbel Zarar tras haber presentado su renuncia, llegando a presentar públicamente el 6 de octubre de ese año su candidatura oficial a las Elecciones presidenciales de Afganistán de 2014 como independiente, junto a su compañero y candidato a Vicepresidente, Ahmad Zia Massoud y su máxima colaboradora y destacada mujer política, Habiba Sarobi. Está calificado como uno de los principales y potenciales candidatos según las encuestas realizadas.

### Compañeros electorales
Estos fueron los compañeros de Zalmai Rassoul, para las Elecciones presidenciales de 2014: